# Behra-Porsche
Behra-Porsche var en fransk formelbilstillverkare.
Racerföraren Jean Behra körde sportvagnsracing med en Porsche under 1958. Till formel 1-säsongen 1959 gav han Valerio Colotti från Tec-Mec i uppdrag att bygga en F1-bil baserad på delar från Porsche. Bilen debuterade i Monaco 1959, där Maria Teresa de Filippis missade kvalet. Behra själv tävlade för Scuderia Ferrari men efter ett hektiskt gräl med stallchefen Romolo Tavoni i Frankrike 1959 fick han sparken. Behra planerade att köra bilen i Tysklands Grand Prix, men dessvärre omkom han dagen innan i ett sportvagnslopp på AVUS.
Tec-Mec sålde bilen vidare till Lloyd Casners Camoradi-stall som deltog med den i två lopp under säsongen 1960

## F1-säsonger

### Andra stall
| Stall                  | Säsong | Konstruktör           | Antal lopp |
| ---------------------- | ------ | --------------------- | ---------- |
| Porsche                | 1959   | Behra-Porsche-Porsche | 1          |
| Camoradi International | 1960   | Behra-Porsche-Porsche | 2          |